# Huda Ben Daya
Huda Ben Daya –en árabe, هدى بن داية– (nacida el 21 de julio de 1979) es una deportista tunecina que compitió en judo. Ganó tres medallas de oro en el Campeonato Africano de Judo entre los años 2001 y 2004.

## Palmarés internacional
| Campeonato Africano | Campeonato Africano | Campeonato Africano | Campeonato Africano |
| Año                 | Lugar               | Medalla             | Categoría           |
| ------------------- | ------------------- | ------------------- | ------------------- |
| 2001                | Trípoli (Libia)     | Medalla de oro      | –78 kg              |
| 2002                | El Cairo (Egipto)   | Medalla de oro      | –78 kg              |
| 2004                | Túnez (Túnez)       | Medalla de oro      | –78 kg              |